# Lauritzen-Preis
Der Lauritzen-Preis (dänisch: Lauritzen-prisen) ist ein dänischer Schauspielpreis, der von der Stiftung Lauritzen Fonden jährlich an Schauspielerinnen und Schauspieler für herausragende künstlerische Leistungen auf einer dänischen Bühne, im Fernsehen oder im Film verliehen wird. Gestiftet wurde der Preis 1965 als Henkel-Preis (dänisch: Henkel-prisen). Bis 1995 wurden nur Schauspielerinnen ausgezeichnet. Seit 1993 trägt er seinen jetzigen Namen. Neben dem Lauritzen-Preis vergibt die Stiftung fünf weitere Preise.

## Geschichte
Der Lauritzen Fonden wurde 1945 von Ivar Lauritzen, Knud Lauritzen und ihrer Schwester Anna Lønberg-Holm anlässlich des 50-jährigen Bestehens der von ihrem Vater Ditlev Lauritzen gegründeten Dampfschifffahrtsgesellschaft Vesterhavet gestiftet.
1965 wurde der Henkel-Preis für Schauspielerinnen ins Leben gerufen. 1993 erfolgte die Umbenennung in Lauritzen-Preis. Er wird seitdem alljährlich verliehen, seit 1995 üblicherweise jeweils an eine Schauspielerin und einen Schauspieler. Der Preis ist seit dem Jahr 2010 mit 250.000 Kronen pro Preisträger dotiert.
Später etablierte die Stiftung weitere Auszeichnungen, die im Rahmen der Preisverleihung vergeben werden:
- Vision-Preis (Visionsprisen): ein mit 100.000 Kronen dotierter Preis, der an Einzelpersonen, Organisationen oder Gruppen verliehen wird, die den Mut hatten, Grenzen zu überschreiten und eine starke künstlerische Vision zu verwirklichen.
- Backstage-Preis (Backstage-prisen): ein mit 50.000 Kronen dotierter Preis, der an Person im Film-, Fernseh- oder Theaterbereich „hinter der Bühne“ verliehen wird. Dies können Dramatiker, Drehbuchautoren, Techniker, Kameraleute, Bühnenbildner, Kostümbildner oder weitere Bühnen- und Filmschaffende sein.
- Wow-Preis (Wauw-prisen): ein mit 30.000 Kronen dotierter Preis, der an einen Schauspieler verliehen wird, der eine überraschende oder unerwarteten Schauspielleistung erbrachte.
- „Believe in You“-Preis („Believe in You“-prisen): zwei mit 25.000 Kronen dotierter Preise, die an junge Talente verliehen werden.
- Kinder- und Jugend-Preis (Børne- og Ungeprisen): ein mit 50.000 Kronen dotierter Preis, der an Einzelpersonen, Organisationen oder Gruppen verliehen wird, deren Zielgruppe Kinder und Jugendliche sind und die sich auf Augenhöhe mit ihrem Publikum um ein relevantes Thema gekümmert hat.

## Preisträger
Die bisherigen Preisträger waren
Henkel-Preis
- 1965: Bodil Kjer
- 1966: Lily Weiding
- 1967: Lone Hertz
- 1968: Karin Nellemose
- 1969: Birgitte Price
- 1970: Bodil Udsen
- 1971: Ghita Nørby
- 1972: Astrid Villaume
- 1973: Birgitte Federspiel
- 1976: Merete Volstedlund
- 1976: Ann-Mari Max Hansen
- 1977: Kirsten Olesen
- 1978: Lise Ringheim
- 1979: Susse Wold
- 1980: Ulla Henningsen
- 1981: Stina Ekblad
- 1982: Berthe Quistgaard
- 1983: Lisbeth Dahl
- 1984: Karen-Lise Mynster
- 1985: Birthe Neumann
- 1986: Malene Schwartz
- 1987: Lily Broberg
- 1988: Kirsten Lehfeldt
- 1989: Helle Hertz
- 1990: Bodil Kjer
- 1991: Benedikte Hansen
- 1992: Kirsten Rolffes
- 1993: Annika Johannesen
- 1994: Tammi Øst
- 1995: Charlotte Bøvig

Lauritzen-Preis
- 1994: Jørgen Reenberg
- 1994: Henning Moritzen
- 1995: Jens Albinus und Søren Pilmark
- 1996: Lisbeth Gajhede und Mikael Birkkjær
- 1997: Karen Wegener und Morten Kirkskov
- 1998: Andrea Vagn Jensen und Frits Helmuth
- 1999: Ellen Hillingsø und Aksel Erhardsen
- 2000: Birgitte Simonsen und Kim Veisgaard
- 2001: Sofie Gråbøl und Jens Jørn Spottag
- 2002: Ann Eleonora Jørgensen und Lars Dittmann Mikkelsen
- 2003: Anne-Vibeke Mogensen und Søren Sætter-Lassen
- 2004: Trine Dyrholm und Ole Lemmeke
- 2005: Jannie Faurschou und Nicolas Bro
- 2006: Meike Bahnsen und Janus Bakrawi
- 2007: Bodil Jørgensen und Dejan Čukić
- 2008: Tina Gylling Mortensen und Henning Jensen
- 2009: Ditte Hansen und Jesper Langberg
- 2010: Paprika Steen und Olaf Johannessen
- 2011: Lene Maria Christensen und Ulf Pilgaard
- 2012: Sidse Babett Knudsen und Nikolaj Lie Kaas
- 2013: Birthe Neumann und Søren Malling
- 2014: Marianne Høgsbro und Thure Lindhardt
- 2015: Karen-Lise Mynster und Peter Plaugborg
- 2016: Solbjørg Højfeldt und Jesper Christensen
- 2017: Danica Curcic und Ole Thestrup
- 2018: Inge Sofie Skovbo und Mads Mikkelsen
- 2019: Maria Rossing und Preben Kristensen
- 2020: keine Verleihung aufgrund der COVID-19-Pandemie[5]
- 2021: Anette Støvelbæk und Mikkel Boe Følsgaard
- 2022: Signe Egholm Olsen und Esben Smed
- 2023: Johanne Louise Schmidt und Lars Brygmann